# Língua hinukh
A Língua Hinukhe (Hinukh: гьинузас мец hinuzas mec, também chamada Hinux, Ginukh, or Ginux - [hiˈnuzas mɛt͡s]) é uma língua Caucasiana Nordeste, sub-grupo Tsez. A língua é falada por 200 a 500 pessoas do povo Hinukh do distrito de Tsunta, sudoeste do Daguestão (Rússia) principalmente no vilarejo de Genukh (Hinukh: Hino, (ГЬино).). Hinukh é bastante aproximda da língua tsez, embora as duas línguas não sejam muito inteligíveis.
Somente metade das crianças da vila Hinukh fala a língua. A língua permanece sem uma escrita realmente usada, como ocorre com outras das línguas Tsez. As pessoas falam usam o Avar e o Russa na comunicação escrita. O Hinuch não se divide em dialetos, havendo lingüistas que a consideram um dialeto do Tsez.
A primeira menção ao povo Hinukh veio da Geórgia, de crônicas datadas da Alta Idade Média e a língua foi descrita pela primeira vez em 1916 pelo etnógrafo russo A. Serzhputovsky.

## Escrita
Hinukh já usou até os anos 20 uma versão da escrita árabe e hoje usa há umaversão do alfabeto cirílico desenvolvida nos anos 30, a qual apresenta 47 letras propriamente cirílicas mais 5 vogais (a, e, i, o, u, y) barradas (breves) e 9 letras cirílicas modificadas.

## Fonologia

### Vogais
Hinukh distingue seis vogais /a, e, i, o, u, y/ que podem ser tanto curtas como longas. Duas delas podem ser faringealizadas (/aˤ/ and /eˤ/), fenômeno que ocorre somente com os falantes mais velhos. Hoje essas sons são substituídos por /i/.

## Morfologia
Hinukh é uma língua aglutinante que usa extensamente sufixos

### Substantivos
Os substantivos Hinukh são marcadas com forma de Língua ergativa-absolutiva e, como ocorre com outras línguas caucasianas apresenta um rido sistema de casos gramaticais. O sufixo para plural é sempre -be.

### Verbos
Os tempos gramaticais do Hinukh são marcados sinteticamente com afixos. Como ocorre com suas línguas  “irmãs” Bezhta e a Tzes, o Hinukh diferencia tempos passados diferentes para “fato testemunhado” (finais -s ou -š) e para “não testemunhado” (final -no), tem o presente com sufixo -ho. No futuro, a língua distingue o chamado “futuro direto” (final -n), usado só para 1ª pessoa, do “future indireto”, usado para as demais pessoas (final -s).

### Numerais
A numeração hinukh apresenta sistema vigesimal, usando a base dez, como acontece com muitas línguas do Cáucaso.